# Liste d'aventurières et exploratrices

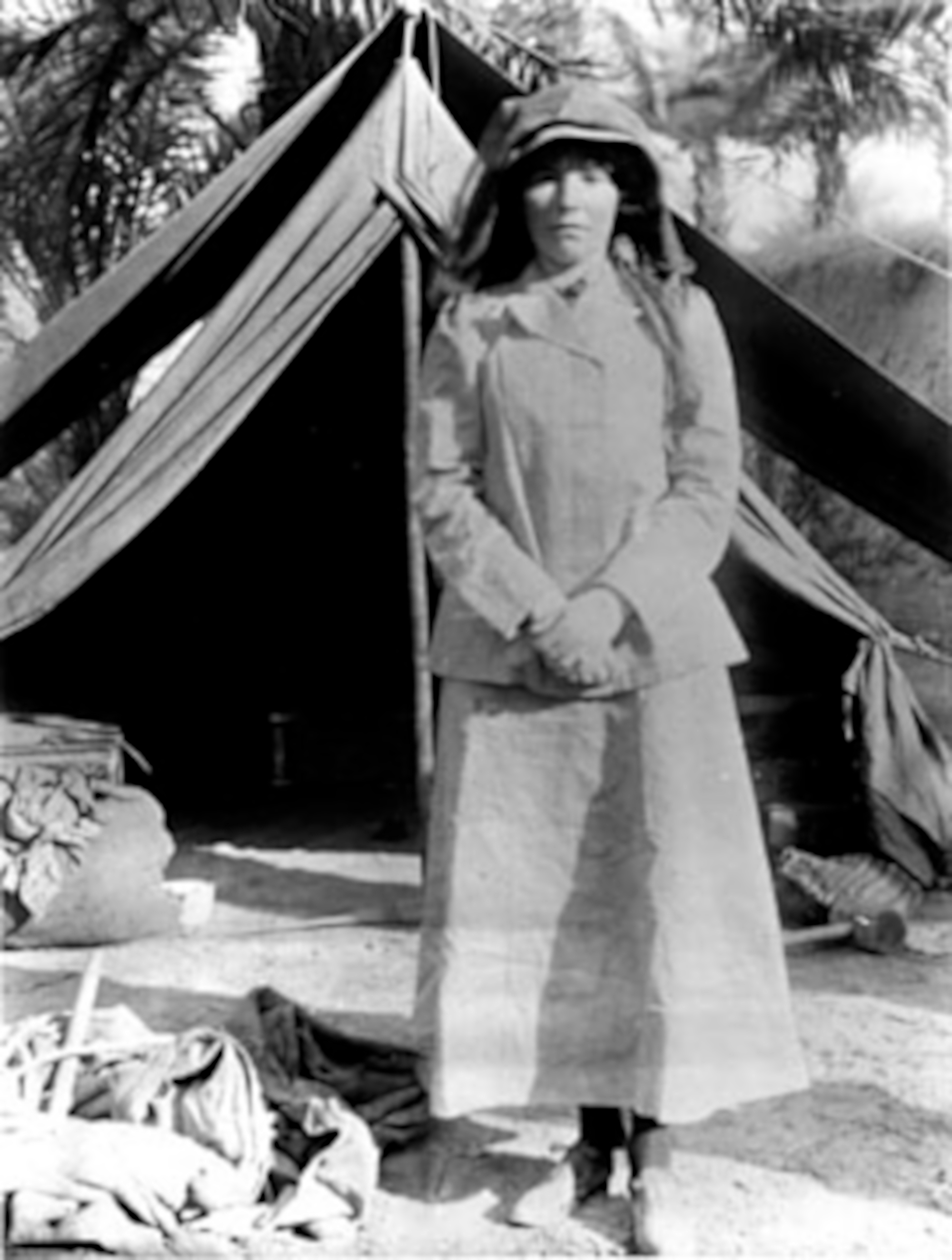
L'exploratrice et voyageuse Gertrude Bell en Irak en 1909.

La liste d’aventurières et exploratrices recense des femmes ayant exploré ou voyagé dans le monde de manière novatrice.
La liste peut inclure des femmes marins, alpinistes, meneuses de traîneau, nageuses, pilotes et exploratrices sous-marines. Les astronautes ne sont pas incluses.
| Nom                            | Naissance    | Mort   | Réalisations |
| Jeanne Barret                  | 1740         | 1807   | Première femme (déguisée en homme) à avoir réalisé une circumnavigation. |
| Hester Stanhope                | 1776         | 1839   | Dirigea les premières fouilles archéologiques modernes en Palestine ; voyagea déguisée en homme (non voilée). |
| Ida Pfeiffer                   | 1797         | 1858   | Voyagea seule autour du monde en 1847, publia des livres sur ses nombreux voyages. |
| Léonie d'Aunet                 | 1820         | 1879   | Participa à l'expédition de La Recherche de 1838 à 1840 de l'Amirauté française à destination de l'Atlantique Nord et des îles scandinaves (îles Féroé, Spitzberg et Islande). Elle a rédigé un livre sur ce voyage : Voyage d’une femme au Spitzberg. |
| Isabella Bird                  | 1831         | 1904   | Exploratrice, écrivaine et naturaliste qui voyagea en solitaire à travers l'Amérique du Nord, l'Asie et l'Afrique du Nord. |
| Alexine Tinne                  | 1835         | 1869   | Exploratrice néerlandaise en Afrique. |
| Annie Edson Taylor             | 1838         | 1921   | Première personne à survivre aux chutes du Niagara dans un tonneau. |
| Florence Baker                 | 1841         | 1916   | Née en Roumanie, vendue comme esclave par les Ottomans, rachetée par son futur mari Samuel Baker, elle explore l'Afrique de l'Est avec lui et y découvre notamment le lac Albert. |
| Annie Smith Peck               | 1850         | 1935   | Première personne à gravir le Nevado Huascarán, dans les Andes. |
| Calamity Jane                  | 1852         | 1903   | Pionnière américaine et scout professionnelle, connue pour sa relation avec Wild Bill Hickok et pour avoir combattu les Indiens. |
| Fanny Bullock Workman          | 1859         | 1925   | Cartographe américaine ayant exploré les glaciers de l'Himalaya. |
| Elizabeth Bisland              | 1861         | 1929   | Journaliste et femme de lettres qui réalisa un projet de tour du monde concurrent à celui de Nellie Bly. |
| Mary Kingsley                  | 1862         | 1900   | Ethnographe et exploratrice de l'Afrique de l'Ouest. |
| Edith Durham                   | 1863         | 1944   | Explora l'Albanie et les Balkans. |
| Nellie Bly                     | 1864         | 1922   | Journaliste pionnière qui fut la première personne à réaliser un tour du monde en 72 jours. |
| Aimée Crocker                  | 1864         | 1941   | Écrivaine ayant passé une décennie à explorer l'Extrême-Orient durant les années 1890. Découvrit totalement l'intérieur de Java et Bornéo. |
| Bellonie Chantre               | 1866         | 1952   | Voyageuse, photographe, botaniste et écrivaine française. Elle accompagne son mari Ernest Chantre (1843-1924) dans des voyages en Europe centrale, orientale et au Proche-Orient et découvre deux espèces inconnues de lichens sur les flancs du mont Ararat. |
| Gertrude Bell                  | 1868         | 1926   | Explora et cartographia la Grande Syrie, la Mésopotamie, l'Asie Mineure et l'Arabie. |
| Camille du Gast                | 1868         | 1942   | Passionnée de sport française. Elle explore le Maroc de 1905 à 1912 (Rif, régions de Fes, Safi, Mogador, Agadir) et est parmi les premiers Européens à explorer l'ouest marocain. |
| Alexandra David-Néel           | 1868         | 1969   | Voyagea au Tibet lorsqu'il était fermé aux étrangers. |
| Octavie Coudreau               | 1870         | c.1910 | Exploratrice et géographe de la région de l'Amazone au Brésil et de la Guyane française. |
| Annie Londonderry              | 1870         | 1947   | Première femme à avoir réalisé un tour du monde à bicyclette. |
| Isabelle Eberhardt             | 1877         | 1904   | Exploratrice et écrivaine suisse en Algérie, où elle se convertit à l'Islam et voyagea librement habillée en homme. |
| Harriet Chalmers Adams         | 1875         | 1937   | Explora et photographia l'Amérique du Sud, l'Asie et le Pacifique Sud. |
| Kate Rice (en)                 | 1882         | 1963   | Première femme prospectrice au nord du Canada, écrivaine et trappeuse. |
| Louise Arner Boyd              | 1887         | 1972   | Explora le Groenland et l'Arctique. |
| Alma Karlin                    | 1889         | 1950   | Bien qu'handicapée et sans grandes ressources, elle fit un tour du monde de 1919 à 1927. Parmi tous les pays visités, en Nouvelle-Guinée elle vécut parmi les indigènes. |
| Freya Stark                    | 1893         | 1993   | Voyagea au Moyen-Orient et écrivit à propos du désert arabe et de l'Afghanistan. |
| Osa Johnson                    | 1894         | 1953   | Auteure de films et de livres sur ses voyages en Afrique, dans le Pacifique Sud et à Bornéo. |
| Lady Hay Drummond-Hay          | 1895         | 1946   | Première femme à avoir réalisé une circumnavigation par voie aérienne (en zeppelin). |
| Arnarulunnguaq                 | 1895 ou 1896 | 1933   | Première femme ayant traversé le passage du Nord-Ouest et relié le Groenland au Pacifique en traineau. |
| Amelia Earhart                 | 1897         | 1937   | Première femme ayant traversé l'Atlantique en solitaire par les airs. |
| Anita Conti                    | 1899         | 1997   | Première femme océanographe française, écrivain et photographe, embarqua pour des campagnes durant plusieurs mois avec les terre-neuvas dès les années 1930, à Terre-Neuve, en Mer du Labrador, en mer de Barents, au Spizberg, sur les dragueurs de mine en 1939-1940 en Mer du Nord, alerta de la surexploitation des océans dès les années 1930, créa des pêcheries en Guinée à Conakry entre 1943 et 1950... |
| Clärenore Stinnes              | 1901         | 1990   | Première femme à réaliser un tour du monde en voiture. |
| Amy Johnson                    | 1903         | 1941   | Aviatrice pionnière qui établit de nombreux records de distance. |
| Ella Maillart                  | 1903         | 1997   | Journaliste et photographe suisse, grande sportive, elle explora l'Asie de 1930 à 1939. |
| Eva Dickson                    | 1905         | 1938   | Première femme à avoir traversé le Sahara en voiture (en 27 jours, de Nairobi à Alger). |
| Gertrude Ederle                | 1905         | 2003   | Première femme à avoir traversé la Manche à la nage. |
| Beryl Smeeton                  | 1905         | 1979   | Alpiniste, matelot et voyageuse. |
| Annemarie Schwarzenbach        | 1908         | 1942   | Journaliste et photographe qui voyagea en Iran, en Afghanistan et en Afrique. |
| Jean Batten                    | 1909         | 1982   | Première personne ayant volé entre l'Angleterre et la Nouvelle-Zélande en solo. Réalisa d'autres records. |
| Nancy Bird Walton              | 1915         | 2009   | Pionnière australienne de l'aviation. |
| Krystyna Chojnowska-Liskiewicz | 1936         | 2021   | Première femme à avoir réalisé une circumnavigation en solitaire. |
| Junko Tabei                    | 1939         | 2016   | Première femme à avoir atteint le sommet de l'Everest. |
| Wanda Rutkiewicz               | 1943         | 1992   | Alpiniste polonaise, première femme à avoir gravi le K2 avec succès. |
| Rosie Swale-Pope (en)          | 1946         | -      | A couru, marché et navigué autour du monde. |
| Susan Butcher                  | 1954         | 2006   | Meneuse de traîneau en Alaska. |
| Kay Cottee (en)                | 1954         | -      | Première femme à avoir réalisé une circumnavigation en solitaire sans escale. |
| Ann Bancroft                   | 1955         | -      | Première femme à avoir voyagé sur la calotte glacière des pôles Nord et Sud. |
| Dominick Arduin                | 1960         | 2004   | Disparue durant sa tentative de devenir la première femme à skier jusqu'au pôle Nord. |
| Pasang Lhamu Sherpa            | 1961         | 1993   | Première Népalaise à avoir atteint le sommet de l'Everest. |
| Tania Aebi (en)                | 1966         | -      | Détient le record de la plus jeune personne à réaliser une circumnavigation en solitaire (avec escales et assistance). |
| Merieme Chadid                 | 1969         | -      | Astronome franco-marocaine qui explore l'Antarctique. Premier Africain au cœur de l'Antarctique. |
| Gerlinde Kaltenbrunner         | 1970         | -      | Première femme à avoir gravi les 14 plus hauts sommets du monde sans oxygène supplémentaire. |
| Kira Salak (en)                | 1971         | -      | Voyagea au Mali et en Papouasie-Nouvelle-Guinée. |
| Sophia Danenberg (en)          | 1972         | -      | Première femme noire à atteindre le sommet de l'Everest. |
| Sarah Marquis                  | 1972         | -      | Aventurière suisse qui a parcouru 10 000 km à pied en Asie, en Sibérie en en Australie. |
| Renata Chlumska                | 1973         | -      | Gravit l'Everest, traversa les États-Unis contigus en kayak et à vélo. |
| Najmun Nahar                   | 1979         | -      | Première femme musulmane à parcourir 150 pays en portant le drapeau du Bangladesh. |
| Mélusine Mallender             | 1980         |        | Explore les différents continents seule et en moto, interrogeant les femmes sur leur conception de la liberté |
| Jessica Watson                 | 1993         | -      | Plus jeune personne à avoir réalisé une circumnavigation en solitaire sans escale ni assistance. |
| Laura Dekker                   | 1995         | -      | Plus jeune personne à avoir réalisé une circumnavigation en solitaire. |
| Zara Rutherford                | 2002         | -      | Plus jeune femme pilote à voler en solitaire autour du monde et la première femme à réaliser un tour du monde dans un avion ultraléger. |